# Pietermaritzburg
Pietermaritzburg je glavni grad pokrajine KwaZulu-Natal u Južnoafričkoj Republici. Često se kraće naziva Maritzburg ili PMB. Nakon Durbana, ovo je drugi po veličini grad u ovoj pokrajini.

## Ime
Postoje dvije teorije o nastanku imena grada. Jedna govori da je mjesto nazvano po vođama Voortrekkera Pietu Retiefu i Gertu (Gerrit) Maritzu. Druga teorija govori da je grad nazvan samo po Pietu Retiefu jer je njegovo puno ime bilo Pieter Maurits Retief. Retiefa je ubio kralj Dingane koji je bio nasljednik zuluskog kralja Šake. Maritz je poginuo u borbi protiv Zulua kod Bloukranza što je nekoliko stotina kilometara od današnjeg Pietermaritzburga, tako da nikad nije ni došao u to područje. Godine 1938., službeno je odlučeno da se naziv Maritz koristi u slavu na Gerta Maritza.
Zului su mjesto na kojem se nalazi Pietermaritzburg nazivali Umgungundlovu. Danas ovaj naziv nosi općina čiji je grad Pietermaritzburg dio.

## Povijest
Grad su osnovali južnoafrički naseljenici (Voortrekkeri) 1838. godine, nakon borbe protiv Zulua u bitki na Krvavoj rijeci. Ovo je bio glavni grad burske republike Natalije koja je postojala od 1839. do 1843. godine. Britanci su zauzeli grad 1843., te je on postao sjedište uprave kolonije Natal. Ubrzo je podignuta utvrda Napier namijenjena vojnom garnizonu. Godine 1893., Natal je dobio vlastitu skupštinu čija je zgrad izgrađena zajedno s gradskom vijećnicom. Kada je 1910., osnovana Južnoafrička Unija, Natal je postao pokrajina u novoj državnoj tvorevini, a Pietermaritzburg je ostao glavni grad te pokrajine.
Za vrijeme apartheida grad je podijeljen u nekoliko dijelova namijenjenim različitim etničkim skupinama. Oko 90% indijskog stanovništva preseljeno je u predgrađe Northdale, dok su Zului najvećim dijelom premješteni u Edendale.
Pietermaritzburg je poznat zbog neugodnog incidenta koji se ovdje dogodio tada mladom Mohandasu Gandhiju. Prema popularnoj priči on je ovdje izbačen iz vlaka zato što se odbio premjestiti u treći razred kako bi ustupio mjesto bijelcu. Zapravo mu nije bilo dopušteno ukrcati se u kola prvog razreda, iako je imao kartu za prvi razred. Ovaj incident je potaknuo Gandhija na prosvjede protiv diskriminirajućih zakona usmjerenih protiv Indijaca u Južnoj Africi. Danas se u središtu grada nalazi njegov kip.
Pietermaritzburg je bio glavni grad pokrajine Natal sve do pada apartheidskog režima 1994., kada je lokalne izbore osvojila zuluska nacionalistička stranka Inkatha (IFP) koja je dala status glavnog grada novoosnovane pokrajine KwaZulu Natal i gradu Ulundi. Grad Ulundi je bio prijestolnica Kraljevstva Zulua sve dok ga nisu osvojili Britanci, pa je IFP želio istaknuti ulogu ovog grada koji je bio i glavni grad bantustana KwaZulu koji je postao dio nove pokrajine. Ipak, zbog nedostatka infrastrukture u Ulundiju, ostale stranke u pokrajini su izborile ostanak Pietermaritzburga kao jedinog glavnog grada pokrajine.
Zbog investicija javnog i privatnog sektora u novije doba je pokrenuta modernizacija zgrada u gradskom središtu, te razvoj kućanstava u predgrađu.

## Klima
| | Sij. | Velj. | Ožu. | Tra. | Svi. | Lip. | Srp. | Kol. | Ruj. | Lis. | Stu. | Pro. | God. |
| --- | ---- | ----- | ---- | ---- | ---- | ---- | ---- | ---- | ---- | ---- | ---- | ---- | ---- |
| Najviša zabilježena temp. (°C)                                                                                     | 41   | 39    | 38   | 37   | 37   | 31   | 32   | 35   | 39   | 40   | 41   | 42   | 42   |
| Prosječna dnevna najviša temp. (°C)                                                                                | 28   | 28    | 28   | 26   | 24   | 22   | 23   | 24   | 25   | 25   | 26   | 28   | 26   |
| Prosječna dnevna najniža temp. (°C)                                                                                | 18   | 17    | 16   | 12   | 7    | 3    | 3    | 6    | 10   | 13   | 15   | 16   | 11   |
| Najniža zabilježena temp. (°C)                                                                                     | 9    | 10    | 5    | 1    | -1   | -4   | -4   | -3   | -1   | 2    | 5    | 6    | -4   |
| Prosječne mjesečne padaline (mm)                                                                                   | 141  | 117   | 113  | 48   | 24   | 13   | 11   | 31   | 60   | 74   | 104  | 108  | 844  |
| Prosječan broj kišnih dana (>= 1 mm)                                                                               | 18   | 16    | 15   | 10   | 5    | 3    | 3    | 5    | 10   | 15   | 19   | 19   | 138  |
| Izvor: Južnoafrička meteorološka služba Arhivirana inačica izvorne stranice od 24. travnja 2008. (Wayback Machine) |      |       |      |      |      |      |      |      |      |      |      |      |      |

## Stanovništvo
Prema popisu stanovništva iz 1991. mjesto je imalo 228.549 stanovnika. Danas se procjenjuje da općina Msunduzi ima između 500.000 i 600.000 stanovnika, od čega između 25% i 30% čine bijelci i Indijci.

## Obrazovanje
Sveučilište Natala osnovano je 1910., a prošireno je na Durban 1922. godine. U ovo sveučilište su 1949. uključena dva kampusa. Sveučilište je bilo važan glasnik u borbi protiv apartheida, te je bilo jedno od prvih sveučilišta u zemlji koje je počelo primati i crnce. Od 2004. naziv ustanove je promijenjen u Sveučilište KwaZulu-Natala.

## Sport
U lipnju svake godine održava se Comrades Marathon koji se trči između Pietermaritzburga i Durbana. Maraton postoji od 1921. i na njemu svake godine sudjeluje nekoliko tisuća sudionika. U siječnju svake godine održava se i utrka kanuima Dusi, u kojoj sudionici riječnim putem kreću od Pietermaritzburga do Durbana.
Godišnje se ovdje održava i najveći plivački događaj na otvorenom zvan Midmar Mile, na kojem svake veljače sudjeluje preko 16 000 plivača.
Najuspješniji nogometni klub iz grada je Maritzburg United koji je sudjelovao u prvoj nogometnoj ligi JAR-a.
U gradu se nalazi stadion Pietermaritzburg Oval koji se većinom koristi za igranje kriketa.

## Vanjske poveznice
- Službena stranica
- Pietermaritzburg.co.za
- Turistička stranica grada